# ناحیه لخزاره
ناحیه لخزاره (به عربی: دائرة لخزارة) یک ناحیه در الجزایر است که در استان قالمه واقع شده‌است. ناحیه لخزاره  ۱۸٬۸۱۲ نفر جمعیت دارد.